# Henri (évêque de Genève)
Pour les articles homonymes, voir Henri et Debout.
Henri, dit par erreur par la tradition Henri de Bottis ou Debout, mort en septembre 1267 (selon les obituaires de Genève et de Lausanne) à la Chartreuse de Portes, est un évêque de Genève du milieu du XIIIe siècle.
Il ne doit pas être confondu avec Henri Debout (ou Henri de Bottis), originaire de Bresse (voir en fin d'article).

## Biographie

### Origines
Les origines tant familiales, que géographiques ainsi que les débuts de l'évêque Henri restent inconnues,. L'ouvrage collectif Richesses touristiques et archéologiques du canton de Miribel (1995) indique qu'il serait né en une année inconnue dans la région de Beynost (Côtière de l'Ain).
Les catalogues épiscopaux ne le mentionnent que sous le nom de Henri.
L'historiographie ancienne l'a appelé, par erreur, Henri de Bottis, comme la notice du Régeste genevois (1866). Les auteurs du Régeste genevois reprennent l'appellation de l'ouvrage de Joseph-Antoine Besson, Mémoires pour l'histoire ecclésiastique des diocèses de Genève, Tarentaise, Aoste et Maurienne et du décanat de Savoie (1758, p. 29). Joseph Besson indiquait qu'il était « prieur de la Chartreuse des Portes en Bugey ». 
Il appartient à l'ordre clunisien. Il est prieur de Saint-Alban à Bâle, de 1255 jusqu'en 1260.

### Épiscopat
Henri est nommé évêque le 6 mai 1260 par une bulle du pape Alexandre IV, à la suite de la résignation d'Aymon II,. Il est obtient en même temps la commende de Romainmôtier.
En 1265, il abandonne la commende de Romainmôtier pour celle de Saint-Victor de Genève.
Sa mort serait fixée en septembre 1267. L'obituaire de la cathédrale de Genève fixe sa mort le 29 septembre tandis que celui de Lausanne donne le 15 septembre. Le Régeste genevois (1866) indique « L'ensemble de ces données s'accorde ainsi pour placer la mort de Henri en septembre 1267, et pour démentir l'assertion de Besson, d'après laquelle il se serait retiré dans la chartreuse des Portes pour y mourir en 1275 ». L'historien suisse Albert de Montet (1877) souligne, quant à lui, que Besson en affirmant le retrait dans la Chartreuse et l'année 1275 n'apporte aucune sources pour soutenir ses affirmations. L'article du Dictionnaire historique de la Suisse (2006) n'indique aucune date pour sa mort.

## Sceau épiscopal
Deux sceaux de l'évêques, datant de 1262 sont conservés. L'un, en cire, datant de 1262, porte un évêque debout, vu de face, mitré, tenant une crosse de la main gauche et bénissant de la droite. Il porte l'inscription : « HENRICI : DEI : GRA / EPI : GEBENNENSIS » (Henri, évêque de Genève). Sur le second, on observe un évêque dans la même position que la précédente mais placé sur une estrade.

## Homonymie
Un homonyme Henri Debout (ou Henri de Bottis) acquiert une certaine notoriété dans le domaine du droit au XVIe siècle : juriconsulte et official de Bresse et de Dombes, il est l'auteur d'un ouvrage de droit écrit en latin : Tractatus de Synodo Episcopi et de Statutis Episcopi Synodalibus, imprimé à Lyon en 1529. Il meurt en 1544.
Le 5 août 1505, Guy Vernat, vicaire de Bresse fait construire une première chapelle dans l’église Saint-Julien de Beynost : cette chapelle restera associée à la famille Debout jusqu'à la démolition de la chapelle en 1911.

### Richesses touristiques et archéologiques du canton de Miribel
1. ↑  p. 120.
2. 1 2 3 4  p. 121.
3. 1 2  p. 83.

### Autres références
1. 1 2 3  Diocèse, 1985, p. 52-53 (lire en ligne).
2. 1 2 3 4 5 6 7  Bernard Andenmatten, « Henri » dans le Dictionnaire historique de la Suisse en ligne, version du 31 août 2006.
3. ↑  François Bonivard, Chronique de Genève. Des origines à 1504 (Tome 1), Genève, 1542-1551 (lire en ligne), p. 70, publié par Gustave Revilliod, Genève, 1867.
4. 1 2 3 4 5  Régeste genevois, 1866, p. 227-228 (lire en ligne).
5. 1 2  Albert de Montet, Dictionnaire biographique des genevois et des vaudois : tome premier « A - H », Lausanne, Georges Bridel, 1877, 429 p. (lire en ligne), p. 414.
6. 1 2  « Henri Debout - sceau - Évêque de Genève - 1262 », sur Sigilla (consulté en décembre 2024).
7. ↑  « Henri Debout - sceau - Évêque de Genève », sur Sigilla (consulté en décembre 2024).